# هموسیدرینوریا
هموسیدرینوریا (به انگلیسی: hemosiderinuria) (معادل haemosiderinuria)، «ادرار قهوه‌ای»، به همراه همولیز درون رگی مزمن رخ می‌دهد، که در طی آن هموگلوبین از گلبول‌های قرمز در مقادیری فراتر از ظرفیت اتصالی هاپتوگلوبین به درون خون آزاد می‌شود. هموگلوبین اضافه به درون کلیه‌ها فیلتر می‌شود و در لولهٔ خمیدهٔ نزدیک بازجذب می‌شود، که در آن جا آهن آن جدا شده و در فریتین یا هموسیدرین ذخیره می‌شود. سلول‌های لولهٔ خمیدهٔ نزدیک به همراه هموسیدرین کنده می‌شوند و به درون ادرار دفع می‌شوند، که منجر به رنگ «قهوه‌ای مانند» ادرار می‌شوند. این پدیده معمولاً ۳ تا ۴ روز بعد از وضعیت‌های همولیتیک دیده می‌شود.
هموگلوبینوریا نشانگر دیگری برای همولیز درون رگی است، اما سریع تر از هموسیدرین ناپدید می‌شود، در صورتی که هموسیدرین می‌تواند برای هفته‌ها در ادرار باقی بماند، بنابراین، هموسیدرینوریا نشان گر بهتری برای همولیز درون رگی است.